# Marion (Missisipi)
Marion – miasto w Stanach Zjednoczonych, w stanie Missisipi, w hrabstwie Lauderdale.